# Hugh Marlowe
Hugh Marlowe (Filadélfia, 30 de janeiro de 1911 - Nova Iorque, 2 de maio de 1982) foi um ator estadunidense. Ele apareceu pela primeira vez no cinema em 1937 em Casada em Jejum.
Seus outros filmes incluem A Felicidade Vem Depois (1944); Mrs. Parkington, a Mulher Inspiração (1944), com Greer Garson; Agora Seremos Felizes (1944), com Judy Garland; Falam os Sinos (1949); Almas em Chamas (1949), com Gregory Peck; A Malvada (1950), com Bette Davis, e Entre Deus e o Pecado, em 1960, um de seus últimos filmes.

## Filmografia parcial
- Brilliant Marriage (1936) – Richard G. Taylor, III
- It Couldn't Have Happened – But It Did (1936) – Edward Forrest
- Married Before Breakfast (1937) – Kenneth
- Between Two Women (1937) – Priest
- Marriage Is a Private Affair (1944) – Joseph I. Murdock
- Mrs. Parkington (1944) – John Marbey
- Meet Me in St. Louis (1944) – Colonel Darly
- Come to the Stable (1949) – Robert 'Bob' Mason
- Twelve O'Clock High (1949) – Lt. Col. Ben Gately
- Night and the City (1950) – Adam Dunn
- All About Eve (1950) – Lloyd Richards
- Rawhide (1951) – Rafe Zimmerman
- Mr. Belvedere Rings the Bell (1951) – Rev. Charles Watson
- The Day the Earth Stood Still (1951) – Tom Stevens
- Bugles in the Afternoon (1952) – Capt. Edward Garnett
- Diplomatic Courier (1952) – narrador (voz, sem créditos)
- Wait till the Sun Shines, Nellie (1952) – Ed Jordan
- Monkey Business (1952) – Hank Entwhistle
- Way of a Gaucho (1952) – Don Miguel Aleondo
- The Stand at Apache River (1953) – Colonel Morsby
- Casanova's Big Night (1954) – Stefano Di Gambetta
- Garden of Evil (1954) – John Fuller
- Illegal (1955) – Ray Borden
- World Without End (1956) – John Borden
- Earth vs. the Flying Saucers (1956) – Dr. Russell A. Marvin
- The Black Whip (1956) – Lorn Crawford
- Elmer Gantry (1960) – Rev. Philip Garrison
- The Long Rope (1961) – Jonas Stone
- Birdman of Alcatraz (1962) – Albert Comstock
- 13 Frightened Girls (1963) – John Hull
- Seven Days in May (1964) – Harold McPherson
- Castle of Evil (1966) – 'Doc' Corozal
- How to Steal the World (1968) – Grant (arquivo de vídeo)
- The Last Shot You Hear (1969) – Charles Nordeck